# Springerton (Illinois)
Springerton est un village situé au nord du comté de White dans l'Illinois, aux États-Unis,. Il est incorporé le 30 août 1894.

## Démographie
Lors du recensement de 2010, le village comptait une population de 110 habitants. Elle est estimée, en 2016, à 108 habitants.

### Source de la traduction
- (en) Cet article est partiellement ou en totalité issu de l’article de Wikipédia en anglais intitulé « Springerton, Illinois » (voir la liste des auteurs).